# United Progressive Party (Sambia)
United Progressive Party ist eine historische politische Partei in Sambia, die von 1971 bis 1972 bestand.

## Entwicklung
Die UPP ist eine Abspaltung der United National Independence Party im August 1971. Sie wurde von Simon Kapwepwe und anderen gegründet, die damit eine schwere Regierungs- und Kabinettskrise auslösten, in deren Konsequenz Kapwepwe und vier weitere Minister vom damaligen Präsidenten und Vorsitzenden der UNIP, Kenneth Kaunda, entlassen wurden. In den Nachwahlen am 21. Dezember 1971 konnte Kapwepwe für die UPP ein Mandat in der Nationalversammlung Sambias erringen. Kaunda reagierte rasch. Am 4. Februar 1972 beschuldigte er Kapwepwe, ein Instrument der weißen Regierungen von Rhodesien, Südafrika und der Portugiesen zu sein. Kapwepwe und 122 seiner Gefolgsleute wurden verhaftet und die UPP verboten. Noch im selben Jahr wurde für Sambia der Einparteienstaat proklamiert und Kaunda fühlte sich sicher genug, dass er Kapwepwe am 31. Dezember 1972 aus dem Gefängnis entlassen ließ. Dieser zog sich aus der Politik zurück und trat nur 1978 noch einmal kurz an die Öffentlichkeit, um wie Harry Nkumbula gegen Kaunda anzutreten, als durch die UNIP der Kandidat für die Präsidentschaft nominiert wurde. Kapwepwe und Nkumbula wurden von Kaunda ausmanövriert. Kaunda konnte sich die Nominierung sichern, während seine Kontrahenten endgültig von der politischen Bühne Sambias verschwanden.